# Otto Stein (Kameramann)
Otto Stein (geboren vor 1920; gestorben nach 1956) war ein deutscher Kameramann, Filmeditor, Regisseur, Drehbuchautor und Filmproduzent. Er war auch als Architekt für die Innenausstattung von Kinos als „Filmhase“ bekannt.

## Leben
Otto Stein wirkte zu Beginn der Weimarer Republik als Kameramann anfangs für Stummfilme. Etwa in der Mitte der 1920er Jahre schuf er bis etwa zu Beginn der Zeit des Nationalsozialismus Standbilder für verschiedene Filmaufführungen.
Noch mitten im Zweiten Weltkrieg verzeichnete das Adressbuch der Stadt Hannover für das Jahr 1943 die Firma Ostei Film- und Lichtwerbung mit Otto Stein als Inhaber im Hause Schillerstraße 34A in Hannover.
In der frühen Nachkriegszeit schuf der Architekt Arnold Leissler im Auftrag des Kinobetreibers Heinz Bohle an Stelle des in der Deisterstraße 66 in Hannover-Linden während der Luftangriffe auf Hannover zerstörten Kinos Posthorn-Lichtspiele unter dem gleichen Namen die Pläne für ein größeres Lichtspielhaus. Für die die Innenausstattung sorgte Otto Stein.
Im Umfeld der „autogerechten Stadt“ schuf Stein als Drehbuchautor, Regisseur, Cutter und Produktionsleiter den 1952 fertiggestellten Kurz-Dokumentarfilm Augen auf im Straßenverkehr. Ebenfalls als Kurz-Dokumentarfilm erschien 1956 in der Bundesrepublik sein mit der Ostei-Film Produktion gedrehter Film Wohnung – so oder so, für den Otto Stein die Regie führte.

## Filmographie (Auswahl)
Kamera:
- 1920:
  - Hoheit auf der Walze[1]
  - Der Prinz von Montecuculi[1]
  - Die Todeskarawane[1]
  - Klatsch[1]
- 1922: Gaukler der Straße[1]
- 1922–1923: Lachendes Weinen[1]
- 1923–1925: Der Schrecken der Westküste[1]
- 1925:
  - Die Kleine aus Amerika[1]
  - Am besten gefällt mir die Lore[1]

Standfotografien:
- 1927: Üb' immer Treu und Redlichkeit[1]
- 1930: Die große Sehnsucht[1]
- 1930–1931: Eine Stunde Glück[1]
- 1931:
  - Die Abenteurerin von Tunis[1]
  - Ich geh' aus und Du bleibst da[1]
  - Der ungetreue Eckehart[1]
  - Hurrah – ein Junge![1]
- 1931–1932:
  - Ein steinreicher Mann[1]
  - Fünf von der Jazzband[1]
- 1932–1933: Heut kommt's drauf an[1]

sowie
- 1952: Augen auf im Straßenverkehr (Regie, Drehbuch, Schnitt und Produktionsleitung)[1]
- 1956: Wohnung – so oder so (Regie)[1]